# シカゴ・ハウス
シカゴ・ハウス（Chicago house）はハウス音楽の初期のスタイルで、アメリカ合衆国のシカゴで誕生した音楽ジャンルである。

## 歴史と概要
初期のハウスミュージックは、ラテン音楽と、アフロアメリカンのポスト・ディスコと、ヨーロッパ人のポスト・パンクや電子音楽の対話だった。
ニューヨーク出身だった、ゲイのクラブDJのフランキー・ナックルズが1977年にオープンしたシカゴのウェアハウス（Ware house）（この「ウェアハウス」という名前が「ハウス」音楽の名前の語源である）と呼ばれる黒人とゲイ向けのクラブにおいてプレイしていた音楽である。ニューヨークのディスコの影響を受けつつも、4つ打ちの機械的なビートが強調され、ベース音はよりディープに、流麗なオーケストラの代わりにシンセサイザーが多用された。また、ヴォーカルなしのインストか、ヴォーカルが入っても、ディスコのようにソウルフルに歌い上げる曲ではなく、より無機質なサウンド、などの特徴があった。フランキー・ナックルズは後にオーナーとの確執から独立、クラブ「パワープラント」を立ち上げた。ウェアハウスは名前を「ミュージック・ボックス」と変え、ロン・ハーディーを迎え入れ営業を開始した。両者は二つのクラブで、次々と新しい楽曲、DJテクニックを披露しシカゴのハウスシーンを盛り上げた。
こうした音楽の制作に大きく寄与したのが、当時格安で出回っていたシーケンサーやシンセベースローランド・TB-303やドラムマシンローランド・TR-909である。これにより、オーケストラやプロのセッション・ミュージシャンを必要としたディスコなどと異なり、アイディアさえあれば素人でもハウスの曲を制作する事ができた。また、このベースシンセサイザーのローランド・TB-303のセッティングを極端に操作した奇妙な機械音は、多くのシカゴ・ハウスの楽曲に使われた。これはクラブの客にドラッグを連想させたため、後にアシッド・ハウスと呼ばれるクラブ音楽へと変化していった。こうした音楽を多数リリースしたシカゴ・ハウスを代表するレーベルにTrax Recordsなどがある。
シカゴ・ハウスやアシッド・ハウスはその後、イギリスで発生したセカンド・サマー・オブ・ラブとレイブのブームにより、世界のかなりの国で人気を得た。だが海外での人気とは裏腹に、地元のシカゴではやがてハウス音楽のシーンは衰退し、多くのDJやプロデューサーはその音楽制作の収入や活動の主な舞台をヨーロッパに頼らざるをえなくなった。この状況は、1990年代になってからシカゴから登場したグリーン・ベルベットやその他のアーティストも、地元のシーンを盛り上げるには至らず、ハウスを普及させる対象をニューヨークやロサンゼルス、サンフランシスコ、ヨーロッパ、イビサ島、ゴアや日本などへと移すこととなる。
また、このシカゴハウスの黒人音楽をベースとしつつも、大きく人工的な機械音とシーケンサーを導入したスタイルは、隣接都市圏であるデトロイトのムーディーマンら黒人ミュージシャンたちに、大きな影響を与えた。彼らはシカゴハウスをさらに発展させつつ独自のサウンドを創造し、後にデトロイト・テクノと呼ばれることになる音楽を生み出すことになる。

## 主なアーティスト
- フランキー・ナックルズ
- ラリー・ハード（ミスター・フィンガーズ）
- スティーヴ・”シルク”・ハーレー(JMシルク)
- マーシャル・ジェファーソン
- ミスター・リー
- アドニス
- グリーン・ベルベット(Curtis Jones / Cajmere)
- デリック・カーター

## 参考図書
・『シカゴ・ハウス大全　－HOUSE MUSICからJUKE/FOOTWORKまで』監修　西村公輝・編集　猪股恭哉（DU BOOKS、2025年）